# Clifford Brown
Clifford Brown (30. října 1930 Wilmington, Delaware, USA – 26. června 1956 Bedford, Pensylvánie, USA) byl americký jazzový trumpetista. Za svou krátkou kariéru spolupracoval s mnoha hudebníky, jako byli Sonny Rollins, Max Roach, Kenny Drew, Art Blakey nebo Sarah Vaughan. Sám vydal řadu sólových alb. Zemřel ve svých pětadvaceti letech při autohavárii. Ve stejném automobilu byl i klavírista Richie Powell, který rovněž zemřel.